# Anguilla Air Services
Anguilla Air Services Ltd. is een Anguillaanse luchtvaartmaatschappij met haar hub op Clayton J. Lloyd International Airport en voert vluchten uit binnen het Caribisch gebied.

## Geschiedenis
Anguilla Air Services werd in 2006 opgericht en is de enige luchtvaartmaatschappij op Anguilla die lijn- én chartervluchten uitvoert. Op 27 april 2019 nam de maatschappij haar eerste Trislander in dienst. Anguilla Air Services voert tevens de kortste commerciële internationale vlucht ter wereld uit naar Sint Maarten.

## Vloot

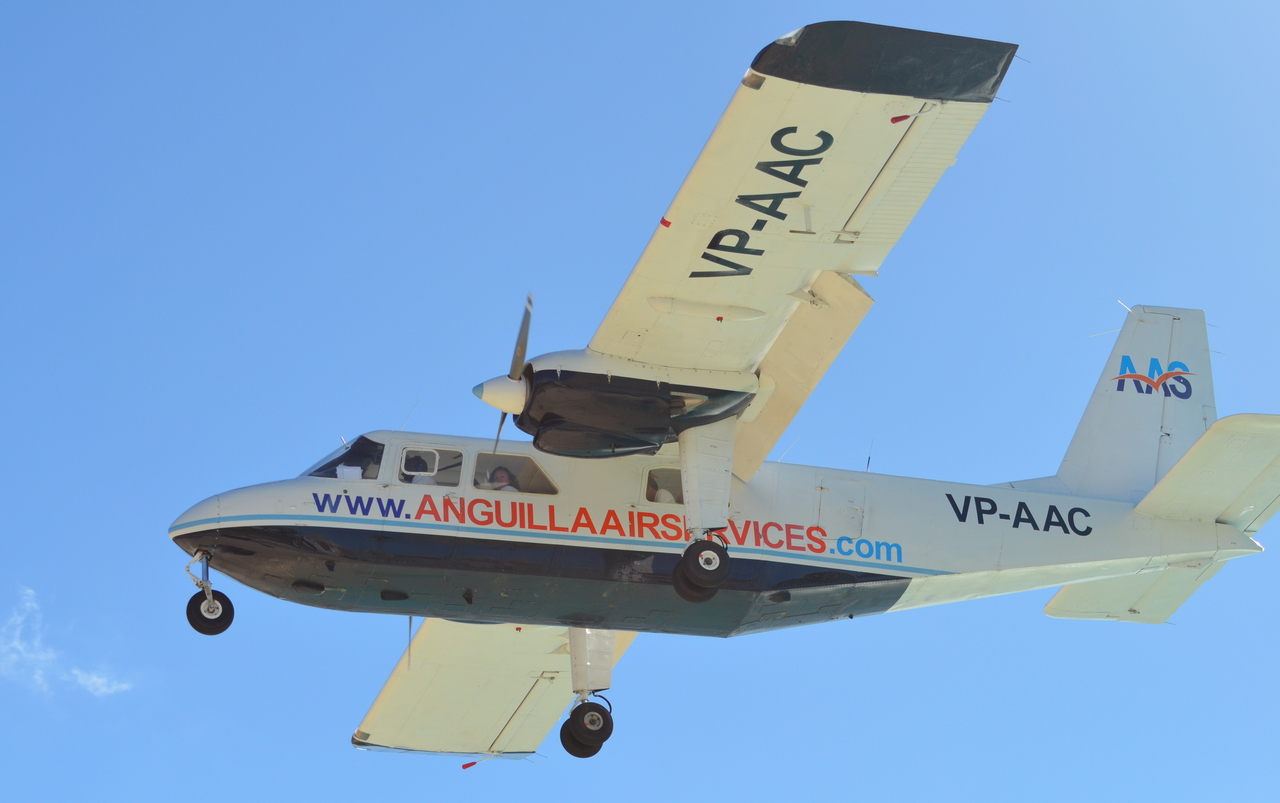
Een Britten-Norman BN-2 Islander van Anguilla Air Services

De vloot van Anguilla Air services bestaat uit de volgende toestellen (juni 2024):
| Type                           | In dienst | Orders | Opmerkingen |
| ------------------------------ | --------- | ------ | ----------- |
| Beechcraft King Air 200        | 1         | —      | VP-ANC      |
| Britten-Norman BN-2 Islander   | 4         | —      |             |
| Britten-Norman BN-2 Trislander | 1         | —      | VP-AJR      |
| Cessna 414A Chancellor         | 1         | —      | VP-ALT      |
| Totaal                         | 7         | —      |             |

## Bestemmingen
Anguilla Air Services voert vluchten uit naar de volgende bestemmingen:
| Land                        | Stad             | Luchthaven                               | Opmerkingen |
| --------------------------- | ---------------- | ---------------------------------------- | ----------- |
| Amerikaanse Maagdeneilanden | Charlotte Amalie | Luchthaven Cyril E. King                 |             |
| Anguilla                    | The Valley       | Clayton J. Lloyd International Airport   | hub         |
| Antigua en Barbuda          | Saint John's     | V. C. Bird International Airport         |             |
| Saint-Barthélemy            | Saint-Jean       | Luchthaven Rémy de Haenen                |             |
| Saint Kitts en Nevis        | Basseterre       | Robert L. Bradshaw International Airport |             |
| Sint Maarten                | Philipsburg      | Princess Juliana International Airport   |             |